# 矢上純雄
矢上 純雄（やがみ すみお、1898年（明治31年）11月16日 - 没年不明）は、大正から昭和時代前期の台湾総督府官僚。

## 経歴・人物
鹿児島県囎唹郡末吉村（現・曽於市）に生まれる。1918年（大正7年）8月、渡台し、台中郵便局雇、台湾総督府通信手、内務局勤務を経て、1937年（昭和12年）9月、地方理事官に進み、台北市助役に就任する。
1939年（昭和14年）4月、台中州豊原郡守に転じ、1940年（昭和15年）11月、台南州虎尾郡守に就任。1942年（昭和17年）8月、花蓮港庁総務課長を発令された。